# Capacidade de corredor

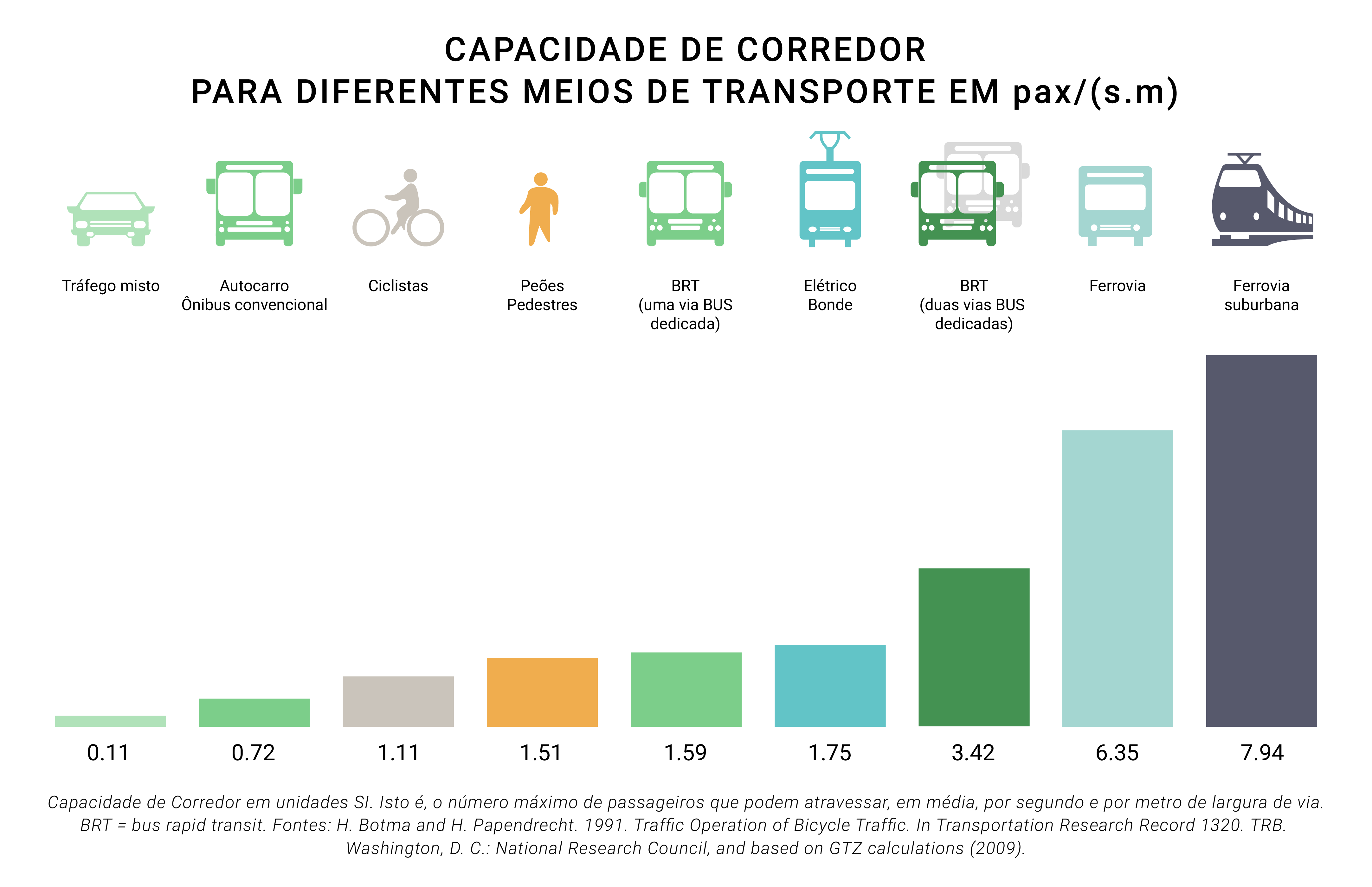
Capacidade de corredor para diferentes meios de transporte, em unidades SI.

A capacidade de corredor, no setor do transporte de passageiros, refere-se ao número máximo de pessoas que podem, com segurança e conforto, ser transportadas por unidade de tempo através de uma determinada via com largura definida. A capacidade de corredor não mensura, portanto, o número de veículos que podem ser transportados através de uma determinada via, uma vez que o objectivo nuclear do transporte de passageiros é transportar passageiros e não veículos.
No Sistema Internacional de Unidades a capacidade de corredor é medida em termos de {\displaystyle pax.s^{-1}.m^{-1}} ou {\displaystyle pax/(s.m)}, i.e., o número máximo de passageiros que podem atravessar, em média, por segundo e por metro de largura de via. O conceito congénere na Física é o fluxo volumétrico.